# Argelès-Bagnères
 Argelès-Bagnères  es una población y comuna francesa, situada en la región de Mediodía-Pirineos, departamento de Altos Pirineos, en el distrito de Bagnères-de-Bigorre y cantón de Bagnères-de-Bigorre.

## Demografía
| 109 | 100 | 97 | 97 | 111 | 135 | 125 |
| Para los censos de 1962 a 1999 la población legal corresponde a la población sin duplicidades (Fuente: INSEE [Consultar]) |     |    |    |     |     |     |